# NGC 7822
NGC 7822 (również Sharpless 2-171) – obszar H II (również mgławica emisyjna) znajdujący się w konstelacji Cefeusza. Został odkryty 16 listopada 1829 roku przez Johna Herschela oraz skatalogowany przez Stewarta Sharplessa w jego katalogu pod numerem 171. Znajduje się w odległości około 3000 lat świetlnych od Ziemi.
Sharpless 171 jest obszarem formującym gwiazdy, w którym kosmiczne pilary zimnego gazu molekularnego stykają się z obłokami ciemnego pyłu. W mgławicy tej jest również wyraźnie widoczny wszechobecny blask emisji pochodzący od gazu atomowego. Świecenie mgławicy powodują młode, gorące gwiazdy niedawno powstałej gromady, Berkeley 59.
NGC 7822 wraz z mgławicą Cederblad 214 jest częścią większego kompleksu mgławic.